# 크리스천 메탈

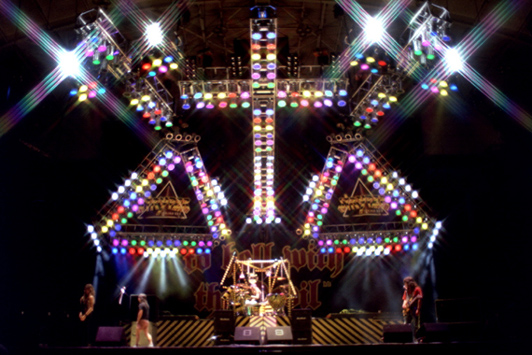

크리스천 메탈(영어: Christian metal)은 헤비 메탈 음악의 형태 중 하나이자 CCM (현대 기독교 음악)의 한 형태이다.

## 같이 보기
- 크리스천 록
- 헤비 메탈
- 예수 운동
- 언블랙 메탈